# Eleições estaduais em Rondônia em 2022
As eleições estaduais em Rondônia em 2022 foram realizadas em 2 de outubro (primeiro turno) e 30 de outubro (segundo turno, caso necessário). Os eleitores aptos a votar elegeram um governador, vice-governador, um senador, 8 deputados federais e 24 estaduais. O governador em exercício durante o pleito é Marcos Rocha, do União Brasil (UNIÃO), governador eleito em 2018. Pela Constituição, o governador eleito para um mandato de quatro anos — de início em 1.º de janeiro de 2023, e com a aprovação da Emenda Constitucional n.º 111, terá seu término em 6 de janeiro de 2027. Para a eleição ao Senado Federal, estava em disputa a vaga ocupada por Acir Gurgacz, do PDT, eleito em 2014.

## Candidatos ao governo de Rondônia
| Candidato(a) a governador(a)                                                          | Candidato(a) a governador(a)                                                          | Candidato(a) a governador(a)                                                          | Candidato(a) a vice-governador(a)                                                     | Nº                                                                                    | Coligação /Federação                                                                                 | Tempo de horário eleitoral |
| ------------------------------------------------------------------------------------- | ------------------------------------------------------------------------------------- | ------------------------------------------------------------------------------------- | ------------------------------------------------------------------------------------- | ------------------------------------------------------------------------------------- | --- | -------------------------- |
|                                                                                       |                                                                                       | Marcos Rogério PL                                                                     | Dra Flávia Lenzi PL                                                                   | 22                                                                                    | Pelo Bem de Rondônia. Pelo Bem do Brasil PL, DC, PTB                                                 | 1:18                       |
|                                                                                       |                                                                                       | Pimenta de Rondônia PSOL                                                              | Michele Tolentino PSOL                                                                | 50                                                                                    | Sem coligação Federação PSOL REDE                                                                    | 0:28                       |
|                                                                                       |                                                                                       | Daniel Pereira Solidariedade                                                          | Anselmo de Jesus PT                                                                   | 77                                                                                    | Frente Democrática Solidariedade, FE Brasil (PT, PV e PCdoB), PSB, PDT                               | 3:51                       |
|                                                                                       |                                                                                       | Coronel Marcos Rocha UNIÃO                                                            | Sérgio Gonçalves UNIÃO                                                                | 44                                                                                    | Compromisso, Trabalho e Fé UNIÃO, Republicanos, Avante, MDB, Patriota, PSC, Federação PSDB Cidadania | 5:14                       |
|                                                                                       |                                                                                       | Léo Moraes PODE                                                                       | Coronel Rildo PSD                                                                     | 19                                                                                    | Juntos Podemos Mais PODE, PMN, PSD                                                                   | 1:31                       |
| Apresentação de acordo com a ordem da propaganda eleitoral e representação partidária | Apresentação de acordo com a ordem da propaganda eleitoral e representação partidária | Apresentação de acordo com a ordem da propaganda eleitoral e representação partidária | Apresentação de acordo com a ordem da propaganda eleitoral e representação partidária | Apresentação de acordo com a ordem da propaganda eleitoral e representação partidária | Apresentação de acordo com a ordem da propaganda eleitoral e representação partidária                | Sobras: 1:38               |

### Renúncia
Ivo Cassol (PP) - Candidato a governador. Ivo desistiu em 1º de setembro, um dia antes do fim do julgamento no Supremo Tribunal Federal (STF) que poderia invalidar sua candidatura ao governo de Rondônia.

### Indeferido
Comendador Val Queiroz (Agir) - Teve a candidatura ao governo de Rondônia indeferida pelo TRE-RO.

## Candidatos ao Senado Federal
| Candidato(a) a senador(a)                             | Candidato(a) a senador(a)                             | Candidato(a) a senador(a)                             | Candidatos a suplente                                          | Nº                                                    | Coligação /Federação                                                                                 | Tempo de horário eleitoral |
| ----------------------------------------------------- | ----------------------------------------------------- | ----------------------------------------------------- | -------------------------------------------------------------- | ----------------------------------------------------- | --- | -------------------------- |
|                                                       |                                                       | Mariana Carvalho Republicanos                         | 1º: Aparicio Carvalho (Republicanos) 2º: João Gonçalves (PSDB) | 100                                                   | Compromisso, Trabalho e Fé Republicanos, Federação PSDB Cidadania, UNIÃO, PSC, Avante, Patriota, MDB | 5:23                       |
|                                                       |                                                       | Jaqueline Cassol PP                                   | 1º: Chico Raposo da Novalar (PP) 2º: Dr João Durval (PP)       | 111                                                   | Sem coligação PP                                                                                     | 1:13                       |
|                                                       |                                                       | Acir Gurgacz PDT                                      | 1º: Gilberto Piselo (PDT) 2º: Professora Pantera (PDT)         | 123                                                   | Frente Democrática PDT, Solidariedade, FE Brasil (PT, PV e PCdoB), PSB                               | 3:58                       |
|                                                       |                                                       | Expedito Júnior PSD                                   | 1º: Andrey Cavalcante (PSD) 2º: Paulo Moraes (PODE)            | 555                                                   | Juntos Podemos Mais PSD, PODE, PMN                                                                   | 1:35                       |
|                                                       |                                                       | Dra Rosangela Lázaro Agir                             | 1º: Moita (Agir) 2º: Pastor Elizeu Martins (Agir)              | 364                                                   | Agir por Rondônia Agir, PROS                                                                         | 0:26                       |
|                                                       |                                                       | Jaime Bagattoli PL                                    | 1º: Pastor Sebastião Valadares (PL) 2º: Dheep Rover (PL)       | 222                                                   | Pelo Bem de Rondônia. Pelo Bem do Brasil PL, DC, PTB                                                 | 1:21                       |
|                                                       |                                                       | Pastor Josinelio PMB                                  | 1º: Pastor Sebastião Valadares (PMB) 2º: Dheep Rover (PMB)     | 355                                                   | Sem coligação PMB                                                                                    | Não possui                 |
| Apresentação de acordo com a representação partidária | Apresentação de acordo com a representação partidária | Apresentação de acordo com a representação partidária | Apresentação de acordo com a representação partidária          | Apresentação de acordo com a representação partidária | Apresentação de acordo com a representação partidária                                                | Sobras: 0:04               |

## Assembleia Legislativa
Resultado da última eleição estadual e a situação atual da bancada na Assembleia Legislativa de Rondônia:
| Filiação Partidária | Filiação Partidária | Membros | Membros    | +/–     |
| Filiação Partidária | Filiação Partidária | Eleitos | Atualidade | +/–     |
| ------------------- | ------------------- | ------- | ---------- | ------- |
|                     | UNIÃO               | Novo    | 5          | 5       |
|                     | PL                  | 0       | 3          | 3       |
|                     | PSB                 | 2       | 3          | 1       |
|                     | Republicanos        | 3       | 3          | Estável |
|                     | PODE                | 3       | 3          | Estável |
|                     | PSD                 | 1       | 2          | 1       |
|                     | MDB                 | 3       | 1          | 2       |
|                     | PSDB                | 1       | 1          | Estável |
|                     | PSC                 | 0       | 1          | 1       |
|                     | Avante              | 0       | 1          | 1       |
|                     | Patriota            | 0       | 1          | 1       |
|                     | PTB                 | 2       | 0          | 2       |
|                     | PP                  | 1       | 0          | 1       |
|                     | PT                  | 1       | 0          | 1       |
|                     | PDT                 | 1       | 0          | 1       |
|                     | PROS                | 1       | 0          | 1       |
|                     | Agir                | 1       | 0          | 1       |
|                     | PV                  | 1       | 0          | 1       |
|                     | PMN                 | 1       | 0          | 1       |
|                     | DEM                 | 1       | 0          | 1       |
|                     | PSL                 | 1       | 0          | 1       |
| Total               | Total               | 24      | 24         | –       |

## Debate

### Para governador

#### Primeiro Turno
| Data                   | Organizadores                       | Mediador          | Daniel (Solidariedade) | Cassol (PP) | Moraes (PODE) | Rocha (UNIÃO) | Rogério (PL) | Pimenta (PSOL) | Val (Agir) |
| ---------------------- | ----------------------------------- | ----------------- | ---------------------- | ----------- | ------------- | ------------- | ------------ | -------------- | ---------- |
| 11 de agosto de 2022   | TV Meridional                       | Adilson Honorato  | Presente               | Ausente     | Presente      | Ausente       | Presente     | Presente       | Presente   |
| 9 de setembro de 2022  | RedeTV! Rondônia                    | Beni Domingues Jr | Presente               | Renunciou   | Presente      | Presente      | Presente     | Presente       | Presente   |
| 17 de setembro de 2022 | TV Allamanda e Massa FM Porto Velho | Darlisson Dutra   | Presente               | —           | Presente      | Ausente       | Presente     | Presente       | Presente   |
| 23 de setembro de 2022 | SIC TV e Rede Parecis de Rádio      | Meiry Santos      | Presente               | —           | Presente      | Presente      | Presente     | Presente       | Indeferido |
| 25 de setembro de 2022 | REMA TV                             | Cícero Moura      | Presente               | —           | Presente      | Ausente       | Presente     | Presente       | —          |
| 27 de setembro de 2022 | Rede Amazônica Porto Velho          | Júlio Mosquéra    | Presente               | —           | Presente      | Presente      | Presente     | Presente       | —          |

#### Segundo turno
| Data                  | Organizadores                            | Mediador       | Rocha (UNIÃO) | Rogério (PL) |
| --------------------- | ---------------------------------------- | -------------- | ------------- | ------------ |
| 21 de outubro de 2022 | SIC TV e Rede Parecis de Rádio           | Meiry Santos   | Presente      | Presente     |
| 27 de outubro de 2022 | Rede Amazônica Porto Velho e G1 Rondônia | Júlio Mosquéra | Presente      | Presente     |

## Pesquisas

### Para governador

#### Primeiro turno
| Período  | Instituto                       | Amostragem | Rocha (UNIÃO) | Cassol (PP)          | Rogério (PL) | Moraes (PODE) | Daniel (Solidariedade) | Val (Agir) | Pimenta (PSOL) | B/N | NS/NR | Vantagem |      |      |      |      |       |      |
| -------- | ------------------------------- | ---------- | ------------- | -------------------- | ------------ | ------------- | ---------------------- | ---------- | -------------- | --- | ----- | -------- | ---- | ---- | ---- | ---- | ----- | ---- |
| Período  | Instituto                       | Amostragem | 17-22/08      | Veritá RO-02714/2022 | 1 221        | 26,6%         | 23,7%                  | 19,8%      | 5,4%           | B/N | NS/NR | Vantagem | 3,7% | 1,8% | 1,6% | 7,3% | 10,1% | 2,7% |
| 21-23/08 | IPEC RO-08675/2022              | 800        | 30%           | 29%                  | 13%          | 6%            | 2%                     | 1%         | 2%             | 8%  | 9%    | 1%       |      |      |      |      |       |      |
| 13-14/09 | RealTime Big Data RO-02461/2022 | 1 000      | 38%           | —                    | 22%          | 10%           | 3%                     | 1%         | 2%             | 10% | 14%   | 16%      |      |      |      |      |       |      |
| 14-16/09 | IPEC RO-00204/2022              | 800        | 38%           | —                    | 27%          | 10%           | 6%                     | 1%         | 2%             | 6%  | 10%   | 11%      |      |      |      |      |       |      |
| 27-29/09 | IPEC RO-05340/2022              | 800        | 40%           | —                    | 25%          | 18%           | 6%                     | —          | 3%             | 4%  | 4%    | 15%      |      |      |      |      |       |      |

#### Segundo turno
| Período  | Instituto                       | Amostragem | Rocha (UNIÃO) | Rogério (PL)                    | B/N  | NS/NR | Vantagem |       |     |     |    |    |    |
| -------- | ------------------------------- | ---------- | ------------- | ------------------------------- | ---- | ----- | -------- | ----- | --- | --- | -- | -- | -- |
| Período  | Instituto                       | Amostragem | 07-08/10      | RealTime Big Data RO-09501/2022 | B/N  | NS/NR | Vantagem | 1 000 | 43% | 44% | 5% | 8% | 1% |
| 14-15/10 | RealTime Big Data RO-02461/2022 | 1 000      | 45%           | 45%                             | 4%   | 6%    | Empate   |       |     |     |    |    |    |
| 17-19/10 | IPEC RO-08968/2022              | 800        | 45%           | 45%                             | 5%   | 5%    | Empate   |       |     |     |    |    |    |
| 21-22/10 | RealTime Big Data RO-09386/2022 | 1 000      | 47%           | 46%                             | 4%   | 3%    | 1%       |       |     |     |    |    |    |
| 22-25/10 | Brasmarket RO-09285/2022        | 800        | 40,6%         | 44,6%                           | 9,4% | 5,4%  | 4%       |       |     |     |    |    |    |
| 25-27/10 | Veritá RO-07874/2022            | 2 010      | 47,6%         | 47,6%                           | 2,3% | 2,4%  | Empate   |       |     |     |    |    |    |
| 27-29/10 | IPEC RO-09898/2022              | 800        | 43%           | 47%                             | 5%   | 5%    | 4%       |       |     |     |    |    |    |

### Para senador
| Período  | Instituto                        | Amostragem | Bagatolli (PL) | Expedito (PSD)       | Mariana (Republicanos) | Jaqueline (PP) | Gurgacz (PDT) | Cláudia (MDB) | Josinélio (PMB) | Rosangela (Agir) | B/N | NS/NR | Vantagem |      |      |      |      |       |    |
| -------- | -------------------------------- | ---------- | -------------- | -------------------- | ---------------------- | -------------- | ------------- | ------------- | --------------- | ---------------- | --- | ----- | -------- | ---- | ---- | ---- | ---- | ----- | -- |
| Período  | Instituto                        | Amostragem | 17-22/08       | Veritá RO-02714/2022 | 1 221                  | 13,3%          | 12,3%         | 10%           | 9,9%            | 6,1%             | B/N | NS/NR | Vantagem | 3,1% | 2,4% | 1,7% | 5,9% | 35,3% | 1% |
| 21-23/08 | IPEC RO-08675/2022               | 800        | 6%             | 18%                  | 20%                    | 16%            | 7%            | 3%            | 3%              | 2%               | 12% | 13%   | 2%       |      |      |      |      |       |    |
| 13-14/09 | Real Time Big Data RO-02461/2022 | 1.000      | 7%             | 20%                  | 21%                    | 21%            | 8%            | —             | 1%              | 1%               | 9%  | 11%   | Empate   |      |      |      |      |       |    |
| 14-16/09 | IPEC RO‐00204/2022               | 800        | 7%             | 19%                  | 26%                    | 14%            | 7%            | —             | 3%              | 2%               | 9%  | 14%   | 7%       |      |      |      |      |       |    |
| 27-29/09 | IPEC RO-05340/2022               | 800        | 7%             | 15%                  | 36%                    | 12%            | 9%            | —             | 4%              | 3%               | 6%  | 6%    | 21%      |      |      |      |      |       |    |

## Resultados

### Governador
| Candidato(a)                   | Vice                     | Primeiro turno 2 de outubro de 2022 | Primeiro turno 2 de outubro de 2022 | Segundo turno 30 de outubro de 2022 | Segundo turno 30 de outubro de 2022 |
| Candidato(a)                   | Vice                     | Total                               | Percentagem                         | Total                               | Percentagem                         |
| ------------------------------ | ------------------------ | ----------------------------------- | ----------------------------------- | ----------------------------------- | ----------------------------------- |
| Coronel Marcos Rocha (UNIÃO)   | Sérgio Gonçalves (UNIÃO) | 330.656                             | 38,88%                              | 458.370                             | 52,47%                              |
| Marcos Rogério (PL)            | Flávia Lenzi (PL)        | 315.035                             | 37,05%                              | 415.278                             | 47,53%                              |
| Léo Moraes (PODE)              | Coronel Rildo (PSD)      | 119.583                             | 14,06%                              | Não participaram                    | Não participaram                    |
| Daniel Pereira (Solidariedade) | Anselmo de Jesus (PT)    | 81.421                              | 9,57%                               | Não participaram                    | Não participaram                    |
| Pimenta de Rondônia (PSOL)     | Michele Tolentino (PSOL) | 3.660                               | 0,43%                               | Não participaram                    | Não participaram                    |
| → Total de votos válidos       | → Total de votos válidos | 850.355                             | 91,85%                              | 873.648                             |                                     |
| → Votos em branco              | → Votos em branco        | 30.765                              | 3,33%                               | 20.103                              | 2,17%                               |
| → Votos nulos                  | → Votos nulos            | 44.643                              | 4,82%                               | 31.812                              | 3,44%                               |
| → Votos anulados               | → Votos anulados         | 0                                   | 0%                                  | 0                                   | 0%                                  |
| Total                          | Total                    | 925.763                             | 75,20%                              | 925.563                             | 75,19%                              |
| Abstenções                     | Abstenções               | 303.171                             | 24,65%                              | 303.470                             | 24,69%                              |
| Eleitorado apto                | Eleitorado apto          | 1.230.987                           | 1.230.987                           | 1.230.987                           | 1.230.987                           |

### Senador
O candidato Acir Gurgacz (PDT) não teve seus votos calculados devido a problemas em sua candidatura junto ao TSE.
| Candidato(a)                    | Turno único 2 de outubro de 2022 | Turno único 2 de outubro de 2022 |
| Candidato(a)                    | Total                            | Percentagem                      |
| ------------------------------- | -------------------------------- | -------------------------------- |
| Jaime Bagattoli (PL)            | 293.488                          | 35,80%                           |
| Mariana Carvalho (Republicanos) | 263.559                          | 32,15%                           |
| Jaqueline Cassol (PP)           | 104.020                          | 12,69%                           |
| Expedito Júnior (PSD)           | 83.946                           | 10,24%                           |
| Acir Gurgacz (PDT)              | 63.300                           | 7,72%                            |
| Pastor Josinelio (PMB)          | 7.617                            | 0,93%                            |
| Dra. Rosângela Lázaro (Agir)    | 3.788                            | 0,46%                            |
| → Total de votos válidos        | 756.418                          | 80,83%                           |
| → Votos em branco               | 49.421                           | 5,33%                            |
| → Votos nulos                   | 56.624                           | 6,12%                            |
| → Votos anulados                | 63.300                           | 7,72%                            |
| Total                           | 925.763                          | 100%                             |
| Abstenções                      | 303.171                          | 24,65%                           |
| Eleitorado apto                 | 1.229.998                        | 1.229.998                        |

### Deputados federais eleitos
São relacionados os candidatos eleitos com informações complementares da Câmara dos Deputados.

Representação eleita
  UNIÃO: 4
  MDB: 2
  PL: 2

| Deputados federais eleitos | Partido | Votação | Percentual | Cidade onde nasceu | Unidade federativa |
| Fernando Máximo            | UNIÃO   | 85.604  | 9,85%      | Ceres              | Goiás              |
| Silvia Cristina            | PL      | 65.012  | 7,48%      | Linhares           | Espírito Santo     |
| Lucio Mosquini             | MDB     | 48.735  | 5,61%      | Rondonópolis       | Mato Grosso        |
| Maurício Carvalho          | UNIÃO   | 32.637  | 3,75%      | Porto Velho        | Rondônia           |
| Coronel Chrisóstomo        | PL      | 24.406  | 2,81%      | Tefé               | Amazonas           |
| Thiago Flores              | MDB     | 23.791  | 2,74%      | Ribeirão Preto     | São Paulo          |
| Cristiane Lopes            | UNIÃO   | 22.806  | 2,62%      | Porto Velho        | Rondônia           |
| Lebrão                     | UNIÃO   | 12.607  | 1,45%      | Guaíra             | São Paulo          |

### Deputados estaduais eleitos
São relacionados os candidatos eleitos com informações complementares da Assembleia Legislativa de Rondônia.

Representação eleita
     União Brasil (5)
     PSD (3)
     PATRI (3)
     MDB (2)
     Republicanos (2)
     PL (2)
     PSC (2)
     PODE (1)
     PSB (1)
     PTB (1)
     PP (1)
     PT (1)

| Deputado                 | Partido       | Votação      |
| ------------------------ | ------------- | ------------ |
| Laerte Gomes             | PSD           | 25.603 votos |
| Ieda Chaves              | UNIÃO         | 24.667 votos |
| Ismael Crispin           | PSB           | 23.417 votos |
| Cirone Deiró             | UNIÃO         | 22.207 votos |
| Ezequiel Neiva           | UNIÃO         | 20.895 votos |
| Alex Redano              | Republicanos  | 19.549 votos |
| Marcelo Cruz             | Patriota      | 18.798 votos |
| Dr Luis Do Hospital      | MDB           | 18.248 votos |
| Cássio Gois              | PSD           | 17.753 votos |
| Jean Oliveira            | MDB           | 17.125 votos |
| Delegado Lucas Torres    | Progressistas | 14.298 votos |
| Luizinho Goebel          | PSC           | 14.162 votos |
| Affonso Candido          | PL            | 13.665 votos |
| Jean Mendonça            | PL            | 13.488 votos |
| Gislaine Lebrinha        | UNIÃO         | 12.623 votos |
| Rosangela Donadon        | UNIÃO         | 12.097 votos |
| Delegado Rodrigo Camargo | Republicanos  | 11.804 votos |
| Pedro Fernandes          | PTB           | 10.950 votos |
| Alan Queiroz             | PODE          | 10.553 votos |
| Ribeiro Do Sinpol        | Patriota      | 9.751 votos  |
| Cláudia De Jesus         | PT            | 8.845 votos  |
| Edevaldo Neves           | Patriota      | 8.565 votos  |
| Drª. Taíssa Sousa        | PSC           | 7.649 votos  |
| Nim Barroso              | PSD           | 7.609 votos  |